# Сардешт (Сіяхкаль)
Сардешт (перс. سردشت) — село в Ірані, у дегестані Тутакі, в Центральному бахші, шагрестані Сіяхкаль остану Ґілян. У переписі 2006 року вказане як окремий населений пункт, але без відомостей про чисельність населення.

## Клімат
Середня річна температура становить 11,69°C, середня максимальна – 30,16°C, а середня мінімальна – -9,69°C. Середня річна кількість опадів – 717 мм.
| Клімат поселення                              | Клімат поселення | Клімат поселення | Клімат поселення | Клімат поселення | Клімат поселення | Клімат поселення | Клімат поселення | Клімат поселення | Клімат поселення | Клімат поселення | Клімат поселення | Клімат поселення | Клімат поселення |
| Показник                                      | Січ.             | Лют.             | Бер.             | Квіт.            | Трав.            | Черв.            | Лип.             | Серп.            | Вер.             | Жовт.            | Лист.            | Груд.            |                  |
| Середній максимум, °C                         | 5,88             | 6,15             | 11,58            | 18,35            | 23,57            | 28,66            | 30,08            | 30,16            | 25,75            | 19,55            | 12,26            | 6,62             |                  |
| Середня температура, °C                       | −1,91            | −1,64            | 3,79             | 10,56            | 15,78            | 20,88            | 24,80            | 24,87            | 20,47            | 14,27            | 6,99             | 1,36             |                  |
| Середній мінімум, °C                          | −9,69            | −9,44            | −4               | 2,78             | 8,00             | 13,08            | 19,53            | 19,61            | 15,20            | 9,00             | 1,73             | −3,92            |                  |
| Норма опадів, мм                              | 109              | 128              | 139              | 102              | 51               | 1                | 1                | 0                | 0                | 19               | 72               | 95               |                  |
| Середньомісячна швидкість вітру, м/с          | 1.80             | 2.03             | 2.41             | 2.75             | 2.46             | 2.70             | 2.84             | 2.56             | 2.23             | 2.03             | 1.75             | 1.72             |                  |
| Середньомісячна сонячна радіація, кДж/м²·день | 8429             | 11230            | 13809            | 17608            | 22089            | 27573            | 27647            | 23653            | 21237            | 15065            | 10220            | 8227             |                  |
| --------------------------------------------- | ---------------- | ---------------- | ---------------- | ---------------- | ---------------- | ---------------- | ---------------- | ---------------- | ---------------- | ---------------- | ---------------- | ---------------- | ---------------- |
| Джерело:                                      |                  |                  |                  |                  |                  |                  |                  |                  |                  |                  |                  |                  |                  |